# Studia i Materiały do Dziejów Wielkopolski i Pomorza
Studia i Materiały do Dziejów Wielkopolski i Pomorza – rocznik ukazujący się od 1955 do 1994 roku w Poznaniu. Wydawcą było Polskie Towarzystwo Historyczne, oddział w Poznaniu, a od 1991 r. Państwowe Wydawnictwo Naukowe. Publikowane w nim były artykuły naukowe, recenzje, materiały dotyczące historii Wielkopolski i Pomorza. Redaktorem naczelnymi byli: Zdzisław Kaczmarczyk i Jerzy Topolski (od 1983).  